# 1. deild 1983 (Fær Øer)
L'edizione 1983 della 1. deild vide la vittoria finale del GÍ Gøta.

## Classifica finale
|   | Classifica   | G  | V | N | P | GF | GS | Dif | Pt |
| - | ------------ | -- | - | - | - | -- | -- | --- | -- |
| 1 | GÍ Gøta      | 14 | 9 | 1 | 4 | 31 | 18 | 13  | 19 |
| 2 | HB Tórshavn  | 14 | 8 | 2 | 4 | 23 | 12 | 11  | 18 |
| 3 | KÍ Klaksvík  | 14 | 7 | 4 | 3 | 29 | 21 | 8   | 18 |
| 4 | B68 Toftir   | 14 | 5 | 4 | 5 | 19 | 19 | 0   | 14 |
| 5 | B36 Tórshavn | 14 | 5 | 3 | 6 | 20 | 26 | -6  | 13 |
| 6 | Leirvík ÍF   | 14 | 4 | 3 | 7 | 16 | 22 | -6  | 11 |
| 7 | TB Tvøroyri  | 14 | 5 | 0 | 9 | 20 | 22 | -2  | 9  |
| 8 | MB Miðvágur  | 14 | 3 | 3 | 8 | 19 | 37 | -18 | 9  |

G = Partite giocate; V = Vittorie; N = Nulle/Pareggi; P = Perse; GF = Goal fatti; GS = Goal subiti; DIF = Differenza reti, PT = Punti

### Verdetti
- GÍ Gøta campione delle Isole Fær Øer 1983
- MB Miðvágur retrocesso in 2. deild